# Хесс, Андраш

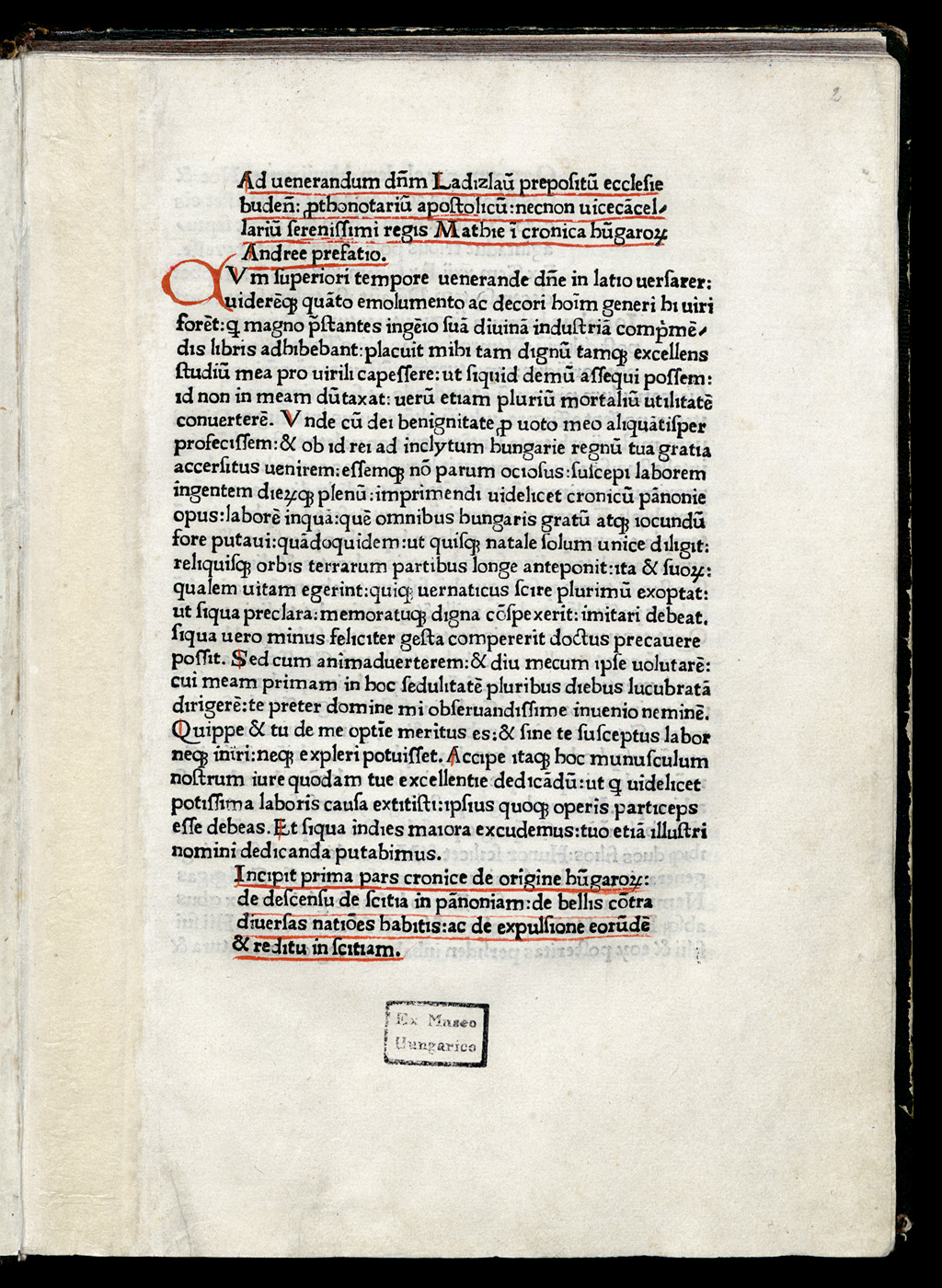
Основным источником знаний об Андраше Хессе является предисловие к первой книге, которую он напечатал в Буде.

А́ндраш Хесс (Андриас, Андреас, также Хешш; венг. Hess András) — венгерский первопечатник, вероятно, немецкого происхождения. 5 июня 1473 года Хесс напечатал в Буде для короля Матьяша первую венгерскую книгу под названием «Chronicon Budense» («Будайская хроника»), получившую впоследствии название «Chronica Hungarorum» («Венгерская летопись» или «Хроника венгров») и повествующую об истории Венгрии до коронации короля Матьяша. Первая постоянная типография в Венгрии была создана только в 1561 году в Дебрецене Гашпаром Хельтаи.
Имя Андраша Хесса носит площадь на Будайском холме — венг. Hess András tér.